# Pavillon Élysée
Pavillon Élysée (tj. Elysejský pavilon) je pavilon postavený pro světovou výstavu roku 1900. Nachází se v Paříži v 8. obvodu na Avenue des Champs-Élysées. Pavilon slouží jako restaurace.

## Dějiny
V letech 1857-1895 se na tomto místě nacházela prodejna pečiva a občerstvení. V roce 1895 ji získal Louis Auguste Paillard, který již vlastnil slavné restaurace Maire a Bignon. S ohledem na světovou výstavu v roce 1900 ji nechal nahradit pavilonem ve stylu Ludvíka XV. Výstavbou byl pověřen architekt Albert Ballu. Práce začaly v roce 1898 a skončily v roce 1899.

## Architektura
Zvenku vytvořil sochař Jules Coutan dvě kamenné postavy, které zdobí fasádu. Sochař Jules Blanchard vytvořil pozlacenou litinovou sochu Amorka, který je umístěn na vrcholu kupole.
Uvnitř jsou v hlavním přízemním sále sádrové štuky obklopující nástropní malbu, které vytvořil    Jean-Baptiste Hugues, vítěz Římské ceny v sochařství v roce 1875.

## Slavní návštěvníci
Mezi slavné klienty patřili např. britský král Eduard VII., španělský král Alphonse XIII., ruská velkoknížata Vladimír a Alexis, bulharský car Ferdinand I., princ Trubecký, markýz Boni de Castellane, spisovatel Arthur Meyer, Henri de Toulouse-Lautrec nebo James Gordon Bennett.